# Cerotoma nodicornis
Cerotoma nodicornis es un coleóptero de la familia Chrysomelidae.
Fue descrita científicamente en 1847 por Erichson.